# Podeni (okręg Suczawa)
Podeni – wieś w Rumunii, w okręgu Suczawa, w gminie Bunești. W 2011 roku liczyła 389 mieszkańców.